# Guerre et Paix (opéra)
Pour les articles homonymes, voir Guerre et Paix (homonymie).
Guerre et Paix (russe : Война и мир, Voyna i mir) opus 91 est un opéra en deux parties et treize scènes de Serge Prokofiev sur un livret du compositeur et de Mira Mendelssohn (Mendelson) d'après le roman de Léon Tolstoï. Il fut composé en 1942.
Il a été créé le 12 juin 1946 au Théâtre Maly (avant la Révolution, Théâtre Michel) à Léningrad.

## Première partie
Ouverture
1. Début de nuit dans le jardin de la propriété du comte Rostov
2. À la veille de la nouvelle année 1810
3. Maison de ville du prince Nicolas 1812
4. Maison de Pierre à Moscou 1812
5. Appartement de Dolokhov juin 1812
6. Plus avant dans la nuit
7. Un peu plus tard

## Deuxième partie
Épigraphe
1. Près de Borodino, le 25 août 1812
2. Dans la journée
3. Deux jours plus tard
4. Moscou en feu
5. Dans une charmante cabane à Mitischi
6. Novembre 1812

## Distribution
La distribution des rôles contient quarante cinq personnages nommés et quelques dizaines d'autres anonymes.

Premiers rôles
- Natacha Rostov soprano
- Comte Pierre Bezoukhov ténor
- Prince André Bolkonsky baryton
- Prince Mikhail Koutouzov basse
- Napoléon Bonaparte baryton
- Comte Ilia Rostov basse
- Helena Bezukhova mezzo-soprano
- Sonia Rostov mezzo-soprano
- Maria Akrossimova alto
- Prince Nicolas Bolkonsky baryton-basse

 Seconds rôles
- Madame Peronskaïa soprano
- le Tsar Alexandre Ier de Russie rôle muet
- Princesse Maria Bolkonskaïa soprano
- Balaga basse
- Joseph rôle muet
- Matriocha mezzo-soprano
- Douniacha soprano
- Gavrila basse
- Métivier baryton
- Tikhon Scherbatsky baryton
- Vassilissa soprano
- Feodor ténor
- Matveïev baryton
- Trichka alto
- Maréchal Berthier baryton
- Général Belliard baryton
- Comte von Bennigsen basse
- Prince Michel Barclay de Tolly ténor

## Instrumentation
| Instrumentation de Guerre et Paix                                                                                             |
| Cordes |
| premiers violons, seconds violons, altos, violoncelles, contrebasses, harpe                                                   |
| Bois |
| 1 piccolo, 2 flûtes, 2 hautbois, un cor anglais, deux clarinettes (si bémol) une clarinette basse, 2 bassons, un contrebasson |
| Cuivres |
| 4 cors, 3 trompettes, 3 trombones, un tuba                                                                                    |
| Percussion |
| timbales, triangle, tambourin, xylophone, cymbales, grosse caisse tam-tam, caisse claire, caisse en bois, glockenspiel        |

## Discographie sélective
- Valery Gergiev, représentation au Théâtre Mariinsky, BBC 1991,  Arthaus, DVD/ Blu-ray Disc 2015
- Mstislav Rostropovitch dirige le chœur et l'Orchestre National de France avec Galina Vichnevskaïa, Wiesław Ochman, Lajos Miller, Nicola Ghiuselev, BMG/Melodiya 1986